# Wenzel Wirkner

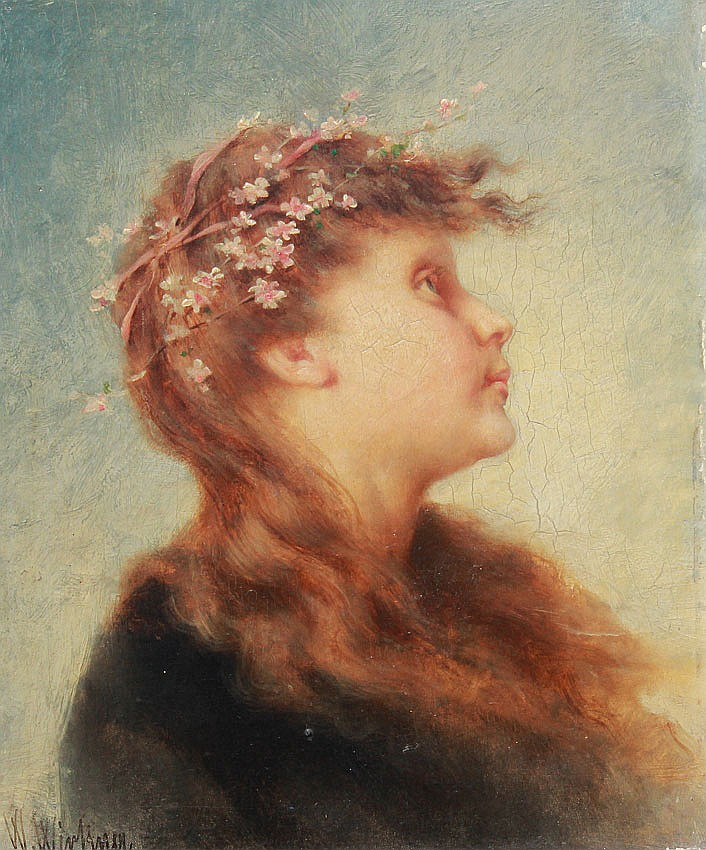
Mädchenporträt

Wenzel Wirkner (tschechisch Václav Wirkner, * 25. Februar 1864 in Karlsbad; † 10. Februar 1947 in Passau) war ein österreichischer Maler.
Wirkner begann seine künstlerische Ausbildung in Karlsbad und Prag. Er war im deutsch-böhmischen Künstlerbund tätig und nahm an dessen Ausstellungen 1910 und 1912 teil.
Seit dem 18. Oktober 1881 studierte er an der Königlichen Akademie der Künste in München, und zwar Genremalerei bei Alois Gabl und Landschaftsmalerei bei Otto Seitz. 1884 wurde er Schüler von Johann Caspar Herterich.
Seine frühesten Genrebilder wurden vom Jugendstil beeinflusst, später beschäftigte er sich hauptsächlich mit der Landschaftsmalerei.
Dem Rat von Professor Max Doerner folgend, schloss sich Wirkner der Samerberger Künstlerkolonie in Roßholzen an. Er nahm an den Ausstellungen im Münchner Glaspalast teil. 1909 wurden seine Werke mit einer Goldmedaille ausgezeichnet. Um 1900 schuf er sieben Bilder für die Gnadenkapelle der Wallfahrtskirche Maria Kulm in Chlum Svaté Maří.
Wenzel Wirkner wurde Jurymitglied und Schriftführer der Künstlergruppe „Bund“. Seine Werke befinden sich u. a. in den Sammlungen der Neuen Pinakothek in München.